# Anoba trigonosema
Anoba trigonosema là một loài bướm đêm trong họ Erebidae.